# Rabbit Island (Antigua)
Rabbit Island (‚Kanincheninsel‘) ist eine kleine unbewohnte Insel vor der atlantischen Ostküste der Karibikinsel Antigua.

## Lage und Landschaft
Rabbit Island befindet sich in der nordöstlichen Riffzone Antiguas und ist eine der kleinen ihrer Nebeninseln.
Sie liegt nördlich von Guiana Island im North Sound, auf der Festlandseite des Riffs, das den Sound gegen den offenen Atlantik abschirmt. Nordöstlich liegt etwa einen Kilometer entfernt Great Bird Island, dazwischen einige weitere Kleininseln, die man zusammen auch Great Bird Islets nennt und zum Northeast Archipelago rechnet. Verwaltungsmäßig gehört sie zum Saint Peter’s Parish.
Die Insel misst etwa 250 Meter von Süd nach Nord, ihre Breite beträgt knapp 100 Meter. Insgesamt hat die Insel eine Fläche von etwa zwei Hektar.
Sie erhebt sich nur wenige Meter über den Meeresspiegel und ist von tropischem Buschwald bestanden und von reinweißen Korallfels gesäumt.

## Geschichte und Naturschutz
Wie alle Nebeninseln Antiguas ist Rabbit Island seit den 1960er Jahren sowohl für die touristische Erschließung wie auch den Naturschutz relevant. Schon ab den 1970ern wurden hier mehrfach Schutzgebiete vorgeschlagen.
1999 konnte hier die Antigua-Schlanknatter (Antiguan Racer, Alsophis antiguae) angesiedelt werden. Sie galt als ausgestorben und wird heute als die seltenste Schlange der Welt genannt. Sie wurde am antiguanischen Festland von Ratten und indischen Mungos, die im 19. Jahrhundert gegen Zuckerrohrschädlinge einschleppt worden waren, ausgerottet. Eine kleine Population hatte sich auf Great Bird Island erhalten. Auf Rabbit Island konnte die Ratte (Rattus rattus) 1998 ausgerottet werden, und es wurden je fünf Schlangen-Männchen und Weibchen unterschiedlichen Alters ausgesetzt. Das Projekt war erfolgreich, die Population gilt als lebensfähig, und die Wiederansiedlungsmaßnahmen wurden 2002 auf Green Island und 2008 auf York Island ausgedehnt.
Guiana Island und einige der Great Bird Islets wurden in den späten 1990ern von malaysischen Investoren gekauft, die im Raum das Asia Village Resort geplant hatten. Dann gehörten sie dem US-amerikanisch-antiguanischen Investor Allen Stanford. Nach dessen Verurteilung in Betrugssachen ist die Besitzfrage ungeklärt.
Seit 2006 gehört die Insel zum North East Marine Management Area (NEMMA, 78 km²), ein recht unspezifisches Schutzgebiet. 2007 wurde auch ein Offshore Islands Important Bird Area (AG006), unter dem die antiguanischen Nebeninseln als bedeutenden Gebiet für Küstenvögel zusammengefasst sind, festgestellt.
Jüngst interessiert sich eine chinesische Gruppe für den Erwerb der nordöstlichen Inseln und den Bau eines Resorts. Februar 2014 wurde daraufhin eine Petition an das Parlament initiiert, Rabbit Island und die nahe Red Head Island zu einem ausdrücklichen Schutzgebiet zu erklären.